# 瞻星魚科
瞻星魚科（学名：Uranoscopidae）又名䲢科，常訛作膽星魚科，為輻鰭魚綱䲢形目的其中一個科。

## 名稱
其模式屬鰧屬學名的拉丁語詞綴源自希臘語(拉丁化：ourănós），意為“天空”，源自希臘語(拉丁化：skopós），意為“觀看者”，因其雙眼朝天而得名，中文也因此稱之“瞻星魚”、“向天虎”等。

## 分布
本科魚類廣泛分布於全球各大洋。

## 深度
水深約5至400公尺。

## 特徵
本科魚類頭大而近於立方形，背面多少平扁，頭頂及頭側有顯然發達之堅固骨板。口垂直位，下頷突出。眼睛在頭頂，眼後具有由眼肌所衍生而成的發電器。背鰭單一或兩枚。胸鰭大形，其上方有兩枚具二溝槽之強棘，其基部均有毒腺。

## 分類
本科传统上被归类于鱸形目鱷鱚亞目，但鱷鱚亞目已知是个多系群。無論如何，本科已知可與玉筋鱼科（Ammodytidae）、冬𬶮科（Cheimarrichthyidae）及虎𬶮科（Pinguipedidae）組成單系群，且其演化位置位於鱸形目、魨形目及鮟鱇目等的外類群，因而被獨立出來成為鰧形目。
本科其下有11個屬：

### 無鱗鰧屬（Ariscopus）
- 暗紋無鱗鰧 Ariscopus iburius

### 星鰧屬（Astroscopus）
- 斑點星鰧 Astroscopus guttatus
- 六棘星鰧 Astroscopus sexspinosus
- 大西洋星鰧 Astroscopus y-graecum
- 斜列星鰧 Astroscopus zephyreus

### 單鰭鰧屬（Genyagnus）
- 單鰭鰧 Genyagnus monopterygius

### 青鰧屬（Gnathagnus）
- 篩青鰧 Gnathagnus cribratus
- 雀斑青鰧 Gnathagnus egregius
- 大青鰧 Gnathagnus innotabilis

### 披肩鰧屬（Ichthyscopus）
- 頦鬚披肩鰧 Ichthyscopus barbatus
- 橫帶披肩鰧 Ichthyscopus fasciatus
- 對紋披肩鰧 Ichthyscopus insperatus
- 披肩鰧 Ichthyscopus lebeck ：又稱披肩瞻星魚。
  - 桑尼披肩鰧 Ichthyscopus lebeck sannio
- Ichthyscopus pollicaris Vilasri, Ho, Kawai & Gomon, 2019[3]
- 丑披肩鰧 Ichthyscopus sannio
- 棘披肩鰧 Ichthyscopus spinosus

### 豎口鰧屬（Kathetostoma）
- 豎口鰧 Kathetostoma albiguttata
- 光豎口鰧 Kathetostoma averruncus
- 淺灰豎口鰧 Kathetostoma canaster
- 庫巴豎口鰧 Kathetostoma cubana
- 溪豎口鰧 Kathetostoma fluviatilis
- 平頭豎口鰧 Kathetostoma giganteum
- 褐豎口鰧 Kathetostoma laeve
- 黑帶豎口鰧 Kathetostoma nigrofasciatum

### 側眼鰧屬（Pleuroscopus）
- 裸側眼鰧 Pleuroscopus pseudodorsalis

### 月鰧屬（Selenoscopus）
- 月鰧 Selenoscopus turbisquamatus

### 青鰧屬（Xenocephalus）
- 奇頭魴鮄 Xenocephalus armatus
- 青鰧 Xenocephalus elongatus ：又稱青瞻星魚。

### 項鱗鰧屬（Zalescopus）
- 薩摩項鱗鰧 Zalescopus satsumae

## 生態
本科魚類為底棲性肉食性魚類，喜棲於沿岸沙泥底或石礫灘，具有潛入沙中之習性，僅露出眼和口且靜止不動，一有獵物接近立即將之吞下。有些種類在下頷內側有可伸出之長舌狀突出構造，稱為「呼吸瓣」，以此誘捕食物。

## 經濟利用
可食用，但味劣，通常作下雜魚處理。